# ما تيجي نرقص (فلم)
ما تيجي نرقص (بالعربية الفصحى: دعنا نرقص) هو فيلم مصري أصدر في 2006. الفيلم من بطولة يسرا و‌عزت أبو عوف و‌تامر هجرس و‌هالة صدقي و‌طلعت زين وإخراج إيناس الدغيدي. هذا الفيلم مقتبس من فيلم 2004 الأمريكي Shall We Dance? وفيلم 1996 الياباني Shall We ダンス?.

## قصة الفيلم
يحكي الفيلم عن امرأة ملت من حياتها وفجأة اكتشفت أن الرقص هو الشيء الذي قد يساعدها على تخطي هذه المحنة وتشترك في مسابقة لرقص "الفالس"، ولكنها لم تخبر زوجها بالأمر.

## الممثلون
- يسرا
- عزت أبو عوف
- تامر هجرس
- هالة صدقي
- طلعت زين
- سليمان عيد
- ليلى شعير
- راندا البحيري
- إيمي
- محمد السعدني
- مروان عزب
- ساندي علي
- رامي وحيد
- عمر خورشيد

## وصلات خارجية
- مقالات تستعمل روابط فنية بلا صلة مع ويكي بيانات